# Prónay Albert
Báró tótprónai és blatnicai Prónay Albert (1801. március 31. – Tóalmás, 1867. augusztus 14.) hétszemélynök, helytartó, titkos tanácsos, koronaőr, evangélikus egyházkerületi felügyelő.

## Élete
Prónay Lajos (1767–1827) és Wartensleben Katalin (1782–1808) grófnő fiaként született. Két évvel fiatalabb húga, Prónay Klára Karolina (1803–1852) báró, később gróf Zay Károly (1797–1871) császári és királyi kamarás, szabadelvű politikus felesége volt.
1846-ban Pest vármegye főispáni helytartójává nevezték ki, később a Hétszemélyes Tábla bírája, majd belső titkos tanácsos lett. 1860-ban koronaőrré választották, majd újra táblabíró volt.
1840-ben nagybátyja, Prónay Sándor halála miatt az ő helyére választották be a Magyar Tudományos Akadémia igazgatósági tanácsába; serényen részt is vett az Akadémia munkájában. Tagja volt az országbírói értekezletnek és tanácskozásoknak is, melyet Apponyi György gróf hívott össze.[forrás?]
1837 és 1860 között a bányai evangélikus egyházkerület felügyelőjeként is tevékenykedett.